# Potentilla rimicola
Potentilla rimicola är en rosväxtart som först beskrevs av Philip Alexander Munz och I.M. Johnston, och fick sitt nu gällande namn av B. Ertter. Potentilla rimicola ingår i Fingerörtssläktet som ingår i familjen rosväxter. Inga underarter finns listade i Catalogue of Life.